# 平松隆円
平松 隆円（ひらまつ りゅうえん　1980年8月1日 - ）は、日本の化粧心理学者。宝塚医療大学准教授。専門は、化粧心理学、化粧文化論、ブランド戦略論。

## 来歴
滋賀県に生まれる。近江兄弟社高等学校を経て、2003年に佛教大学教育学部を卒業した。引き続き同大学院教育学研究科に進み、2005年に修士課程を、2008年に博士後期課程をそれぞれ修了した。博士後期課程修了と同年に「日本の生活文化における化粧」で博士（教育学）の学位を取得した。
博士後期課程在籍中に国際日本文化研究センターの特別共同利用研究員となり、井上章一に指導を受ける。同センターの機関研究員として笠谷和比古の伝統文化芸術総合研究プロジェクトに参加して、伝統文化芸術の諸分野を総合的に取り扱い、それらの持つ現代的意味、グローバルな観点から意義や役割を実践的に追及する取り組みをおこなった。2007年に共同研究員となる。2008年からは京都大学ベンチャービジネスラボラトリー中核機関研究員を務め、国際日本文化研究センターは講師という立場で兼務した。2011年に再び国際日本文化研究センター共同研究員に戻り、2018年までと2020年 - 2024年の期間務める。
この間、日本国外ではチュラロンコーン大学（タイ王国、2013年 - 2014年）とスアンスナンタ・ラチャパット大学（タイ王国、2014年 - 2016年）で専任講師、東亜大学芸術学部/大学院総合学術研究科准教授(2016年 - 2022年)をそれぞれ務めた。2020年からはグエンチャイ大学（ベトナム社会主義共和国）で大学評議会外部理事に就任し、2022年からは客員教授も兼ねている。

## 研究活動
「よそおい」をテーマに研究を行っているが、魅力に関する研究から男女の恋ゴコロに関する心理にも詳しい。2012年4月、神戸山手短期大学生活学科（神戸市中央区）に心理コースが新設され「恋愛心理学」の科目が開設された際には、非常勤講師として講義を担当している。文部科学省によると同様の授業は全国でも珍しく、「恋愛心理学」という名称による最初の講座とされる。
また、京都大学ベンチャー・ビジネス・ラボラトリーの中核機関研究員として京都電気自動車プロジェクトに参加し、伝統技術・芸術を融合した自然と人間の和の車を開発する取り組みをおこなった。このプロジェクトは後に株式会社グリーン・ロード・モータースとして起業することになり、そのため新事業創生やアントレプレナーシップにも詳しい。

## 著書

### 単著
- 『化粧にみる日本文化』水曜社、2009年（新装版：2020年）
- 『黒髪と美女の日本史』水曜社、2012年
- 『邪推する　よそおい』繊研新聞社、2014年
- 『黒髪と美の歴史』KADOKAWA、2019年

### 監訳
- 『メレル・ヴォーリズと一柳満喜子』水曜社、2010年

## 論文
- 国立情報学研究所収録論文

## 受賞歴
- 2006年 - 『化粧行動と化粧意識に関する研究』によって社団法人日本繊維製品消費科学会奨励賞
- 2007年 -『化粧行動許容に関わる公衆場面の構造解明とそれを規定する個人差要因』によって佛教大学学術奨励賞
- 2011年 -「AR(AugmentedReality)を利用した修学旅行における教育プログラム」によって京都文化ベンチャーコンペティション日本経済新聞社賞